# Nonantola
Nonantola is een gemeente in de Italiaanse provincie Modena (regio Emilia-Romagna) en telt 15.921 inwoners (30-11-2017). De oppervlakte bedraagt 55,4 km², de bevolkingsdichtheid is 288 inwoners per km².
De volgende frazioni maken deel uit van de gemeente: La Grande, Casette, Bagazzano, Rubbiara, Redù, Via Larga.

## Demografie
Nonantola telt ongeveer 5399 huishoudens. Het aantal inwoners steeg in de periode 1991-2001 met 13,9% volgens cijfers uit de tienjaarlijkse volkstellingen van ISTAT.
| Jaar | Inwoneraantal |
| ---- | ------------- |
| 1991 | 10.998        |
| 2001 | 12.530        |
| 2017 | 15.921        |

## Geografie
Nonantola grenst aan de volgende gemeenten: Bomporto, Ravarino, Modena, Castelfranco Emilia, Sant'Agata Bolognese.

## Bezienswaardigheden
De belangrijkste monumenten van Nonantola stammen uit de middeleeuwen
- de 'torre dei Bolognesi' (1307), een toren die zijn naam niet gestolen heeft want hij doet onmiddellijk denken aan de hoge torens waarvoor het naburige Bologna befaamd is. Een museum betrekt heden ten dage de verdiepingen van de toren.
- de abdij van Sint-Silvester is een romaanse benediktijnerabdij die in de 8ste eeuw gesticht werd.

De abdijkerk is helemaal opgetrokken in baksteen. Ze heeft een romaanse voorgevel die in drie verdeeld is door twee hoge kolommen die zich over de ganse hoogte uitstrekken en die geaccentueerd wordt door lombardische banden.
Een tweedelig venster dat zich hoog in het centrale deel van de voorgevel bevindt geeft het nodige licht aan de beuk. Zoals wel meer gebruikelijk is in Emilia-Romagna bestaat het portiro uit twee zuilen die steunen op leeuwen. Het bouwwerkje omkadert het portaal. Het beeldhouwwerk aan de zijkanten van het portaal wordt toegeschreven aan leerlingen van Wiligelmo. Links wordt de geschiedenis van de abdij op zes bas-reliëfs uitgebeeld. De rechterzijde evoceert de kindertijd van Jezus, eveneens op bas-reliëfs. Boven het portaal ziet men een Christus in glorie die omringd wordt door twee engelen en door de symbolen van de vier evangelisten.
De crypte wordt ondersteund door een woud van marmeren zuilen. Van de 64 zuilen zijn er 36 die kapitelen hebben die tussen de 9de en de 12de eeuw gebeeldhouwd werden. Het altaar bewaart de relikwieën van de heilige Anselmus, de stichter van de abdij.